# Bert Bushnell
Bertram Herbert Thomas Bushnell –conocido como Bert Bushnell– (Wargrave, 3 de septiembre de 1921-Reading, 9 de enero de 2010) fue un deportista británico que compitió en remo. Participó en los Juegos Olímpicos de Londres 1948, obteniendo una medalla de oro en la prueba de doble scull.

## Palmarés internacional
| Juegos Olímpicos | Juegos Olímpicos      | Juegos Olímpicos | Juegos Olímpicos |
| Año              | Lugar                 | Medalla          | Prueba           |
| ---------------- | --------------------- | ---------------- | ---------------- |
| 1948             | Londres (Reino Unido) | Medalla de oro   | Doble scull      |